# Добрица (Алибунар)
Добрица (мађ. Kevedobra) је насеље у општини Алибунар, у Јужнобанатском округу, у Србији. Према попису из 2022. године било је 934 становника.
Овде се налазе црква Светог Преображења у Добрици и војно-граничарска зграда у Добрици.

## Историја
Током историје Добрица мења своје име неколико пута назив:
- Године:
- 1425 — Добрица
- 1911 —
- 1922 — Добрица

Први пут се Добрица помиње 1425. године, када припада Кевинском комитату. Место су посетили 1660. године калуђери манастира Пећке патријаршије, и записали неколико приложника Срба. Аустријске војне власти пописале су 1688/1689. године у Добрици 40 домаћинстава. Учитељ Јован Берић је објавио народно предање о постанку имена неких банатских села (Маргита, Добрица, Јарковац), кроз причу. Тако је Добрица добила име по младићу, који је пошао да проси вољену девојку Маргиту, за време аустријско-турског рата 1739. године. На несрећу упали су Турци из Панчева, и исекли сабљама заљубљени пар и њихове породице.
У Добрици је 1885. године одржан вашар два пута: о Ђурђевдану 23-26. маја, и 23-26. септембра, а два дана пре марвени вашар; сваке среде недељна пијаца.
Године 1716. године додељена је Добрица Панчевачком диштрикту, а 1717. године имала је 15 кућа. Године 1742. прешло је насеље у састав Бечкеречког дистрикта. Пребегле српске породице из Отоманске империје упућене су 1744. године да се овде населе. Тек у половини тога века, дошло је до бројног пораста становништва, услед досељавања поморишких граничара, па је 1773. године пописано чак 133 куће. Године 1764. Добрица је православна парохија у Боканском протопрезвитерату. Када је као штација ушла у састав Илирско-банатског пука, царски ревизор Ерлер 1774. године бележи, да у месту Добрици живе само Срби становници. Парох поп Арсеније Животин (рукоположен 1766) служио се само српским језиком.
Добрица је 1905. године велика општина у Алибунарском срезу. Ту живи 2985 житеља у 608 домова, Срби доминирају по свему. Има их тада 2303 православне душе (или 77%) са 496 кућа. Од јавних здања у Добрици постоје српска православна црква, две капеле - румунска и римокатоличка, те једна комунална и једна државна школа. Место има добре комуникације са светом; поред ПТТ инфраструктуре ту је и жељезничка станица.
Из Добрице потиче академски сликар реалиста Радован Калиновић (1857-1935). Радован је био познаник Уроша Предића и минхенски академац (1871-1878). У Минхену је он одличан студент који добија две медаље за своје радове, а издржавао се цртајући по кафанама и гостионицама. Док је боравио у Панчеву, радио је као фирмописац али и портретиста. Сачувана су два успела портрета супружника Јосифа и Кристине Атанацковић. Затим је провео као наставник цртања у гимназији у Софији, дванаест година - до 1894. године. Његова наставничка каријера у Краљевини Србији, као наставника лепог писања и цртања II класе почиње 1894. године. Прво је предавао у гимназији у Крагујевцу, наставио у Смедереву и Зајечару, да би завршетак био у Неготинској (1903-1935).

## Црква и школа
Насељавањем Румуна у војну границу, национални карактер села постаје мешовит, што ће бити проблем код каснијег канонског одвајања. По званичном митрополијском попису из 1865. године у Добрици је било 2410 житеља, од којих Срба 1326, а Румуна 1084. Већина Румуна није хтела да се одмах одели од Срба, али под притиском својих сународника (посебно је био активан један Уздинац) око 1900. године покрећу судску имовинску парницу. Млади добрички свештеник поп Максим Вујић (администратор 1898-1903) са серијом новинских написа, покреће у јавности кампању против тзв. „Романске најезде“. Истиче се он као главни бранилац српских интереса, који саставља и званични одговор у судској парници. Све битне детаље месних размирица поп Вујић је навео у својој књизи (1902): "Православна српска парохија у Добрици, крајем 1901. године". По првостепеној пресуди будимпештанског судбеног стола, српској црквеној општини су припали: црква (вредна 64.000 круна), црквене утвари (2443 к), парохијски дом (вредан 3000 к), једна парохијска сесија (12.240 к), од црквене земље - 4 дела (вредних 2913 к), и сва активна потраживања, која су износила 11569 круна. Укупна вредност добијеног иметка је износила 96.165 круна. Румуни су добили само наизглед мање, јер их је тада било бројчано четири пута мање од Срба - само 400 душа. Дато им је тада: једна парохијска сесија, остале црквене земље, одштета за цркву у износу 25.640 к, као и парнички трошкови. Целокупан износ био је 44.070 круна. По мишљењу Срба они су били оштећени, јер је посед одвајкада био српски, а Румуни су се прикључили касније, што суд није узео у обзир. Већ је тада постојала румунска црква у селу, у којој се одвијала служба на њиховом језику, а досуђена активна потраживања су била махом дугови истих тих Румуна. Заједничко је остало као неподељиво, православно гробље.
Парохијско звање у Добрици је основано 1736. године, а црквене матичне књиге почињу да се воде касније - од 1779. године. Први познати парох је био калуђер Теофил Попов (1745-1770). У добричкој општини се чувају два плана овог насеља из 1781. и 1793. године. По попису извршеном 1782. године, било је 787 православних душа. Камен темељац садашњој цркви посвећеној Преображењу Господњем постављен је на дан 9. маја 1802. године, а грађење је довршено и црква освећена тек 1806. године. Иконостас је радио славни сликар из Великог Бечкерека, Константин Данил 1852-1855. године. Код њега су тада учили сликање и помагали му месни учитељ Лазар Николић и млади трговац Марко Завишић. Њих двојица су радили касније целивајуће иконе за добрички храм али и друге околне цркве. Лазар Николић и његов син Владимир, истраживали су старо српско сликарство, писали о томе бројне фељтоне и књигу "Српски сликари", објављену у Земуну 1895. године. Највише су урадили на глорификацији славног а брзо заборављеног сликара из Великог Бечкерека, Константина Данила. Учитељ Лаза је написао и монографију села Добрице, која је објављена после више од века, у наше време. По државном шематизму православног клира из 1846. године у парохији је било 2250 становника а пароси су били Спасоје Дрндарски и Тадија Петровић, са својим помоћницима - капеланима Георгијем Дрндарским и Мартином Петровићем. Поп Ђорђе (Георгије) Дрндарски умро је 1892. године у свом родном месту са 88 година живота. Од 1828. године је свештеник, а служио је 64 године непрекидно у храму. Синови су му били поп (у Избишту), потпуковник и чиновник. Он је најзаслужнији, што је славни Данил иконописао месну цркву, којем је дао препоруку. Црквено-школски фонд у Добрици основан је 6. августа 1873. године. Црквена српска општина је била уређена, скупштина редовна под председништвом Мише Живановића. Црквено-општински посед је износио 86 кј. земље. Српска православна парохија 1905. године је треће платежне класе, има парохијски дом и парохијску сесију од 71 кј. земље. Парох је поп Голуб Петровић родом из Јарковца, служи у место деценију.
Црквено певачко друштво основано је после Првог светског рата.
Капелу посвећену Св. великомученку Георгију, изградио је 1938. године мештанин Драгомир Дрндарски. Иконостас и зидне слике радила је Рускиња, Олга Богорадова, академски сликар настањена у Сечњу. У Добрици је живео избегли Рус, Владимир Александров који се бавио сликањем и колекционарством. На гробљу постоје капеле породице Жебељан и Новаков. У оној капели породице Васе Новаковог, тај руски сликар познат као "деда Влада Рус" је радио иконе.
Свештеник Максим Вујић (1871-1947) се бавио завичајном историјом, написао је монографије села Добрице и Томашевца (изгубљен рукопис 1928. године), објављивао проповеди и краће написе у штампи.
Школа народна вероисповедна постоји у Добрици од 1772. године. Број ученика је растао, 1802/1803. било их је 19, а 1842/1843. године већ 211. По попису из 1846/1847. у месној школи било је 215 ученика, са којима су радили учитељи Павле Милин и Аксентије Рогожарски. Од 1877. године све дотад вероисповедне школе су подржављене. Школа добричка је од 1878. године комунална, општинска са два општинска школска здања. Тада су учитељи били Живојин Касапиновић и Александар Кочоба. Редовну наставу у основној школи похађа 313 ученика, а у недељну школу иде 156 ђака старијег узраста.
У месту је од 1838. године радила и немачка општинска школа са 27 ученика. Први њен познати учитељ био је Јосиф Мокус.
Године:
- 1863. Добрица је добила право на два годишња вашара и недељну пијацу
- 1870. отворена пошта.
- 1866. основана је мађарска државна школа.
- 1889. подигнута је римокатоличка богомоља.
- 1895. отворена је апотека код „Свете Тројице“. Године 1926. у Добрици је апотекар Јарослав Бауер, који ради у том селу тридесет година.[12]
- 1898. 25. децембра отворена је железничка станица.
- 1898. одвојили су се Румуни од Срба и преправили једну кућу у богомољу (1899)

Популација кроз историју .
| Година     | 1869. | 1880. | 1890. | 1900. | 1910. | 1921. |
| Становника | 2.657 | 2,806 | 3,031 | 2,981 | 2.659 | 2.971 |
| Срба       | ?     | ?     | ?     | ?     | ?     | 2.487 |
| Румуна     | ?     | ?     | ?     | ?     | ?     | 88    |
| Немаца     | ?     | ?     | ?     | ?     | ?     | 64    |
| Мађара     | ?     | ?     | ?     | ?     | ?     | 20    |
| Осталих    | ?     | ?     | ?     | ?     | ?     | 20    |

После 1902. године када је основано ватрогасно удружење, 1923. године основано је ловачко удружење, а 1924. године српска читаоница.
Парни млин који је направљен 1823. године, претворен је 1905. године у моторни млин.

## Демографија
У насељу Добрица живи 1.115 пунолетних становника, а просечна старост становништва износи 45,2 година (42,8 код мушкараца и 47,7 код жена). У насељу има 494 домаћинства, а просечан број чланова по домаћинству је 2,72.
Ово насеље је углавном насељено Србима (према попису из 2002. године), а у последња четири пописа, примећен је пад у броју становника.
|  |

| Демографија | Демографија | Демографија |
| Година      | Становника  | Становника  |
| ----------- | ----------- | ----------- |
| 1948.       | 2.666       |             |
| 1953.       | 2.632       |             |
| 1961.       | 2.617       |             |
| 1971.       | 2.376       |             |
| 1981.       | 2.006       |             |
| 1991.       | 1.621       | 1.575       |
| 2002.       | 1.344       | 1.404       |
| 2011.       | 1.059       |             |

| Етнички састав према попису из 2002.‍ | Етнички састав према попису из 2002.‍ | Етнички састав према попису из 2002.‍ | Етнички састав према попису из 2002.‍ | Етнички састав према попису из 2002.‍ |
| ------------------------------------ | ------------------------------------ | ------------------------------------ | ------------------------------------ | ------------------------------------ |
|                                      |                                      |                                      |                                      |                                      |
| Срби                                 | Срби                                 |                                      | 1.043                                | 77,60%                               |
| Румуни                               | Румуни                               |                                      | 177                                  | 13,16%                               |
| Мађари                               | Мађари                               |                                      | 81                                   | 6,02%                                |
| Македонци                            | Македонци                            |                                      | 9                                    | 0,66%                                |
| Роми                                 | Роми                                 |                                      | 7                                    | 0,52%                                |
| Хрвати                               | Хрвати                               |                                      | 6                                    | 0,44%                                |
| Југословени                          | Југословени                          |                                      | 3                                    | 0,22%                                |
| Словаци                              | Словаци                              |                                      | 2                                    | 0,14%                                |
| непознато                            | непознато                            |                                      | 5                                    | 0,37%                                |

| \| \| м \| \| \| ж \| \| ? \| 2 \| \| \| 2 \| \| 80+ \| 13 \| \| \| 34 \| \| 75—79 \| 26 \| \| \| 42 \| \| 70—74 \| 64 \| \| \| 70 \| \| 65—69 \| 40 \| \| \| 66 \| \| 60—64 \| 47 \| \| \| 50 \| \| 55—59 \| 35 \| \| \| 44 \| \| 50—54 \| 50 \| \| \| 48 \| \| 45—49 \| 50 \| \| \| 35 \| \| 40—44 \| 42 \| \| \| 35 \| \| 35—39 \| 42 \| \| \| 32 \| \| 30—34 \| 36 \| \| \| 33 \| \| 25—29 \| 43 \| \| \| 28 \| \| 20—24 \| 41 \| \| \| 27 \| \| 15—19 \| 42 \| \| \| 44 \| \| 10—14 \| 36 \| \| \| 29 \| \| 5—9 \| 33 \| \| \| 32 \| \| 0—4 \| 27 \| \| \| 24 \| \| Просек : \| 42,8 \| \| \| 47,7 \| |      |  |  |      |
| |      |  |  |      |
| | м    |  |  | ж    |
| ? | 2    |  |  | 2    |
| 80+ | 13   |  |  | 34   |
| 75—79 | 26   |  |  | 42   |
| 70—74 | 64   |  |  | 70   |
| 65—69 | 40   |  |  | 66   |
| 60—64 | 47   |  |  | 50   |
| 55—59 | 35   |  |  | 44   |
| 50—54 | 50   |  |  | 48   |
| 45—49 | 50   |  |  | 35   |
| 40—44 | 42   |  |  | 35   |
| 35—39 | 42   |  |  | 32   |
| 30—34 | 36   |  |  | 33   |
| 25—29 | 43   |  |  | 28   |
| 20—24 | 41   |  |  | 27   |
| 15—19 | 42   |  |  | 44   |
| 10—14 | 36   |  |  | 29   |
| 5—9 | 33   |  |  | 32   |
| 0—4 | 27   |  |  | 24   |
| Просек : | 42,8 |  |  | 47,7 |

| Година пописа     | 1948. | 1953. | 1961. | 1971. | 1981. | 1991. | 2002. |
| ----------------- | ----- | ----- | ----- | ----- | ----- | ----- | ----- |
| Број домаћинстава | 677   | 654   | 660   | 645   | 601   | 563   | 494   |

| Број чланова      | 1   | 2   | 3  | 4  | 5  | 6  | 7 | 8 | 9 | 10 и више | Просек |
| ----------------- | --- | --- | -- | -- | -- | -- | - | - | - | --------- | ------ |
| Број домаћинстава | 132 | 144 | 82 | 59 | 39 | 25 | 9 | 2 | 2 | 0         | 2,72   |

| Пол    | Укупно | Неожењен/Неудата | Ожењен/Удата | Удовац/Удовица | Разведен/Разведена | Непознато |
| ------ | ------ | ---------------- | ------------ | -------------- | ------------------ | --------- |
| Мушки  | 573    | 183              | 324          | 42             | 22                 | 2         |
| Женски | 590    | 91               | 326          | 156            | 16                 | 1         |
| УКУПНО | 1.163  | 274              | 650          | 198            | 38                 | 3         |

| Пол    | Укупно                    | Пољопривреда, лов и шумарство | Рибарство                            | Вађење руде и камена | Прерађивачка индустрија       |
| ------ | ------------------------- | ----------------------------- | ------------------------------------ | -------------------- | ----------------------------- |
| Мушки  | 352                       | 284                           | 0                                    | 0                    | 19                            |
| Женски | 207                       | 175                           | 0                                    | 0                    | 6                             |
| Укупно | 559                       | 459                           | 0                                    | 0                    | 25                            |
|        |                           |                               |                                      |                      |                               |
| Пол    | Производња и снабдевање   | Грађевинарство                | Трговина                             | Хотели и ресторани   | Саобраћај, складиштење и везе |
| Мушки  | 0                         | 9                             | 11                                   | 1                    | 2                             |
| Женски | 0                         | 0                             | 8                                    | 1                    | 1                             |
| Укупно | 0                         | 9                             | 19                                   | 2                    | 3                             |
|        |                           |                               |                                      |                      |                               |
| Пол    | Финансијско посредовање   | Некретнине                    | Државна управа и одбрана             | Образовање           | Здравствени и социјални рад   |
| Мушки  | 0                         | 0                             | 6                                    | 5                    | 2                             |
| Женски | 1                         | 0                             | 1                                    | 7                    | 3                             |
| Укупно | 1                         | 0                             | 7                                    | 12                   | 5                             |
|        |                           |                               |                                      |                      |                               |
| Пол    | Остале услужне активности | Приватна домаћинства          | Екстериторијалне организације и тела | Непознато            | Непознато                     |
| Мушки  | 4                         | 0                             | 0                                    | 9                    | 9                             |
| Женски | 1                         | 0                             | 0                                    | 3                    | 3                             |
| Укупно | 5                         | 0                             | 0                                    | 12                   | 12                            |